# 德莫拉西亞市

德莫拉西亞市（西班牙語：Municipio Democracia），是委內瑞拉的一個市，位於該國西北部法爾孔州，首府設於佩德雷加爾，面積2,602平方公里，2001年人口9,107，人口密度為每平方公里3.50人。